# Affaire Matteo Bruno
Pour les articles homonymes, voir Bruno.
L'affaire Matteo Bruno est une affaire judiciaire française qui a pour origine le suicide par pendaison d'un collégien de treize ans, Matteo Bruno, le 8 février 2013 à son domicile, à Bourg-Saint-Maurice en Savoie, à la suite de harcèlement scolaire.

## Histoire
Le 8 février 2013, Matteo Bruno, jeune garçon de treize ans, élève en quatrième au collège Saint-Exupéry de Bourg-Saint-Maurice est retrouvé pendu à une barre de traction dans sa chambre. Très vite, une bande son est retrouvée sur internet. Plus précisément, une musique rap que Matteo avait écrite, composée et chantée, dans laquelle ce dernier exprimait sa souffrance quotidienne au collège. Cette musique avait été publiée quelques jours avant son suicide, on y entend : « Il y a aussi la discrimination, oui je le crie fort, j'en ai beaucoup souffert, mais il n'y a pas que moi. La vie est une lutte, il faut résister. » La thèse du suicide en lien avec du harcèlement scolaire est alors confirmée.
Les parents de Matteo Bruno avaient déjà déposé plainte en 2011 contre plusieurs jeunes élèves du même collège qui avaient agressé ce dernier lorsqu'il était en sixième.
Ce suicide intervient à quelques jours d'intervalle de celui de Marion Fraisse en Essonne, et de celui d'Alexandre Tranchant à Carcassonne pour les mêmes raisons. L'association « Les parents » est créée à la suite de cette affaire judiciaire. Elle a pour but de lutter contre le harcèlement scolaire.

## Enquête
Les parents de Matteo avaient déjà mis au courant le collège de sa situation de harcèlement. Selon Raphaël Bruno, le père de l'enfant, l'équipe éducative « n'a pas su prendre ses responsabilités et n'a pas su l'entendre », ce qui a conduit à la mort de son fils. Une première plainte déposée par les parents a été classée sans suite. Un second recours déposé en 2014 pourrait s'ouvrir sur une information judiciaire dite pour homicide involontaire contre le collège.